# Mysticoncha harrisonae
Mysticoncha harrisonae là một loài ốc biển trong họ Velutinidae.